# Škola Vysoké Pole
Bývalá škola na Vysokém Poli u Dětřichova stojí asi 6 km severovýchodně od Svitav. K jejímu postavení motivovala obyvatele osady tragická událost z roku 1929.

## Historie
Do kostela a do školy se z Vysokého Pole chodilo do 2 km vzdáleného Dětřichova. V roce 1929 byla jedna z nejtvrdších a nejkrutějších zim 20. století. V únoru onoho roku se na Vysokém Poli odehrála tragédie, kdy v mrazu a sněhové vánici při cestě do školy v Dětřichově zahynuly tři děti z Vysokého Pole. Tato tragédie motivovala rozhodnutí obyvatel Vysokého Pole ke stavbě nové vlastní školy. Jak silné to rozhodnutí muselo být svědčí, že ještě téhož roku stála na Vysokém Poli nová dvoutřídní škola a školní rok 1929–1930 začínaly děti z Vysokého Pole již v nové škole ve své obci. Stavebně budova odpovídá stavbám škol, jak se stavěly za první republiky, v moderním slohu s obklady z červených cihel. Svou funkci jako škola plnila tato stavba jen do r. 1945, pak bylo původní obyvatelstvo odsunuto a obec s novým osídlením nikdy nedosáhla dřívějšího počtu. Postupně se trvale bydlící obyvatelé vytratili z Vysokého Pole úplně. V poválečných letech budova školy sloužila jako ubytovna státního statku. V posledním desetiletí byla budova renovována, slouží k rekreaci a nic nepřipomíná tragickou událost, která předcházela jejímu vzniku.
Škola byla postavena již v roce 1914 a její stavba trvala čtyři roky. Smrt tří dětí v mrazu je smyšlená legenda. Fungovala skutečně pouze do konce školního roku 1945. Hodiny na věžičce byly ještě v roce 1998, ale již dávno nefunkční. Na pozemku zasypaná kopaná studna o hloubce přes 40 metrů. Některé učebnice si tehdejší kantor schoval u mých předků ve snaze je zachránit před revolučním gardami. Dodnes je vlastním.